# Christian Richter (Baumeister, um 1625)

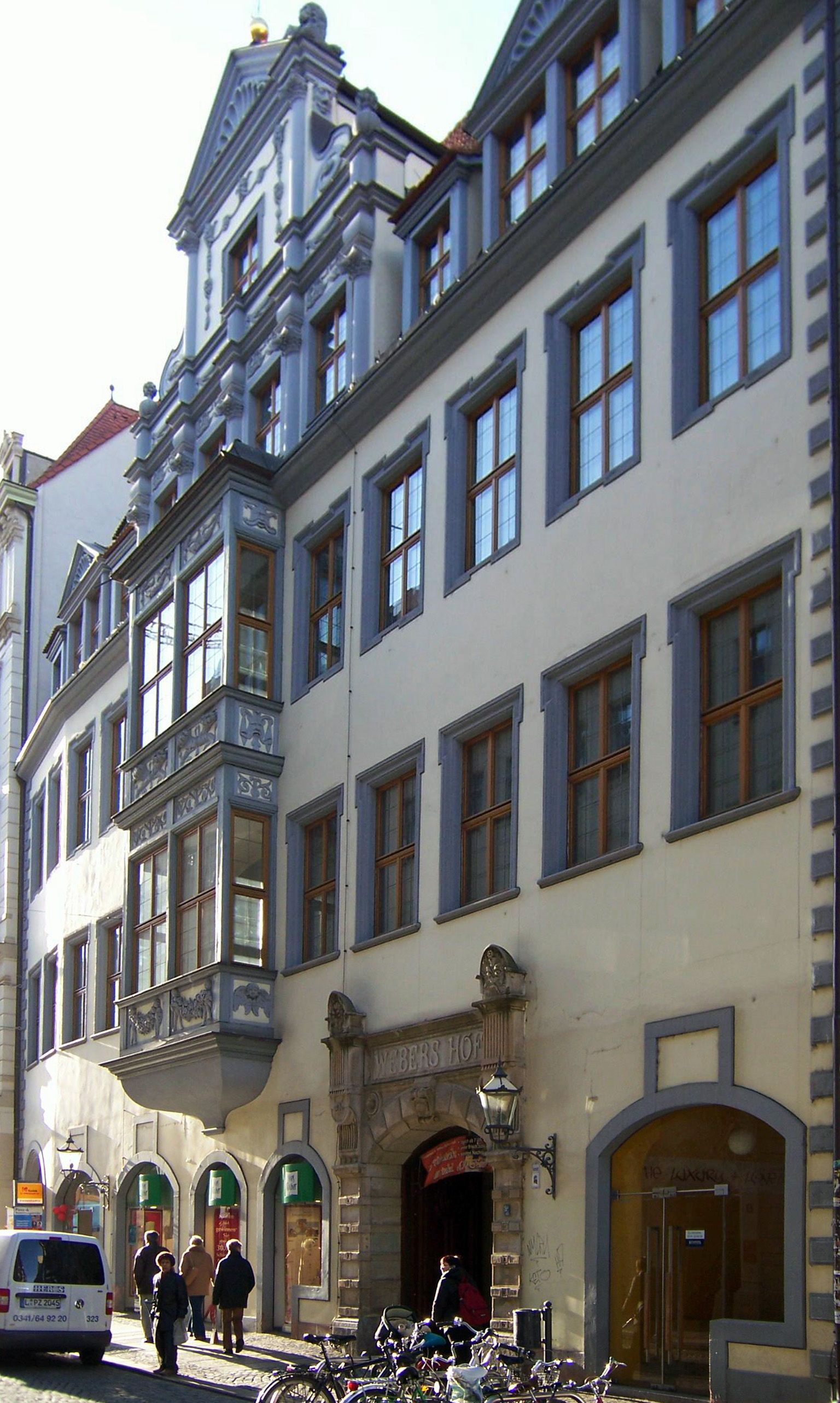
Webers Hof in Leipzig

Christian Richter (* um 1625; † 19. August 1684 in Leipzig) war der erste bedeutende Architekt und Baumeister des Leipziger Barocks.

## Wirken
Die Herkunft des Leipziger Architekten, Baumeisters und Ratsmaurermeisters Christian Richter ist nicht bekannt. Er wurde 1650 erstmals als Geselle erwähnt. Die Leipziger Maurerinnung führte ihn seit 1660 als Meister und von 1668 bis 1684 amtierte er in der Messestadt als Ratsmaurermeister. 
Christian Richter schuf 1662 mit dem Neubau des Gebäudes Hainstraße 3 (seit 1875 Webers Hof) das erste Bürgerhaus im Barockstil in Leipzig, das bis 1700 den Bürgerhausbau der Stadt als Vorbild prägte. Dann führte Johann Gregor Fuchs (1650–1715) den Leipziger Barock zu weiterer Blüte. Lange Zeit galt Richter auch als der Architekt der Alten Handelsbörse am Naschmarkt. Allerdings schränkt heute die Fachwelt seine Mitarbeit nur noch auf die Bauausführung ein.
Webers Hof war 1847 um zwei Etagen aufgestockt und seiner barocken Elemente weitgehend beraubt worden. Bei der Restaurierung 1995 bis 1997 nach Kriegsbeschädigung und Verfall während der DDR-Zeit wurde der Zustand der Fassade von 1662 wiederhergestellt. Das war möglich, weil das Stadtarchiv Leipzig Richters Skizzenbuch aus der Zeit von 1660 bis 1666 besitzt, das 21 von Hand gezeichnete Skizzen beinhaltet, den Werdegang des ursprünglich konservativen Richters von der Renaissance zum Barock dokumentiert und sich auch auf die Hainstraße 3 bezieht.
Einen besonderen und bleibenden Verdienst erwarb sich Christian Richter mit der Ausbildung hervorragender Handwerker und Meister, wie seines Neffen George Richter des Älteren, seines Großneffen George Richter des Jüngeren, George Rotzsch – die ihm alle im Amt des Ratsmaurermeisters folgten –, des Zimmermeisters Christian Schmidt und des Maurermeisters Nikolaus Rempe, die mit ihren Arbeiten den Leipziger Barock nachhaltig gestalteten.
Ob eine vermutete Verwandtschaft zur Thüringer Architektenfamilie Richter besteht, wurde bisher nicht nachgewiesen. Unter den Thüringer Richters gab es auch einen Christian (1665–1722), Sohn des Johann Moritz der Ältere (1620–1667), mit dem der Leipziger nicht verwechselt werden sollte. 

## Bauwerke (Auswahl)
Hinweis: Die Jahreszahlen geben nur die Zeiträume des Wirkens von Christian Richter an nachfolgenden Bauwerken wieder.
- Neubau von Hainstraße 3 in Leipzig (Webers Hof), (1662)
- Alte Börse Leipzig, Am Naschmarkt, (1678–1679)
- Herrenhaus der Familie Einsiedel auf dem Rittergut Hopfgarten bei Frohburg (1677–1679)